# ハルテプンクト

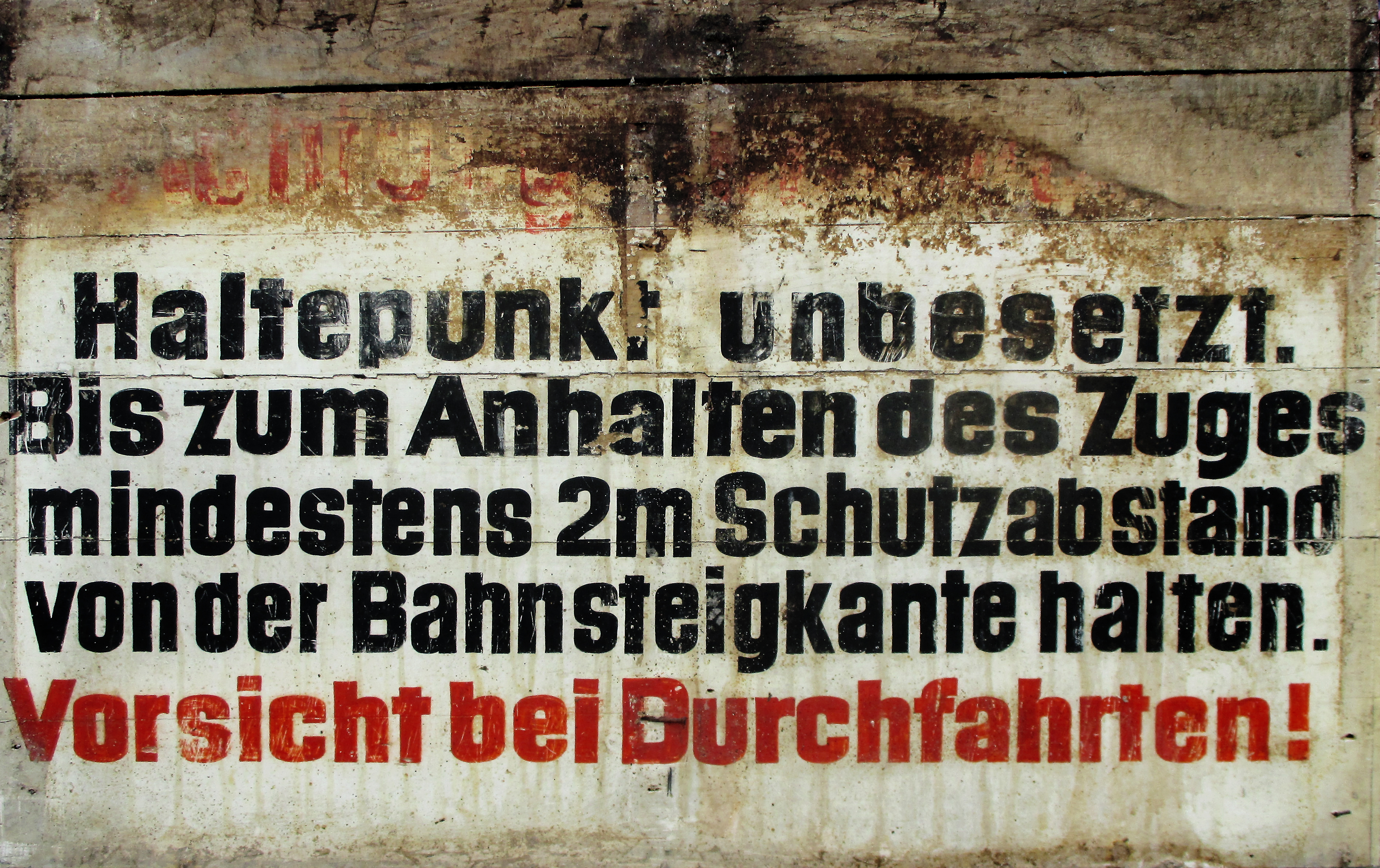
「無人停車場。列車が停車するまでは、プラットホームの縁から2メートルの安全距離をとれ。通過列車に注意!」と記された警告。

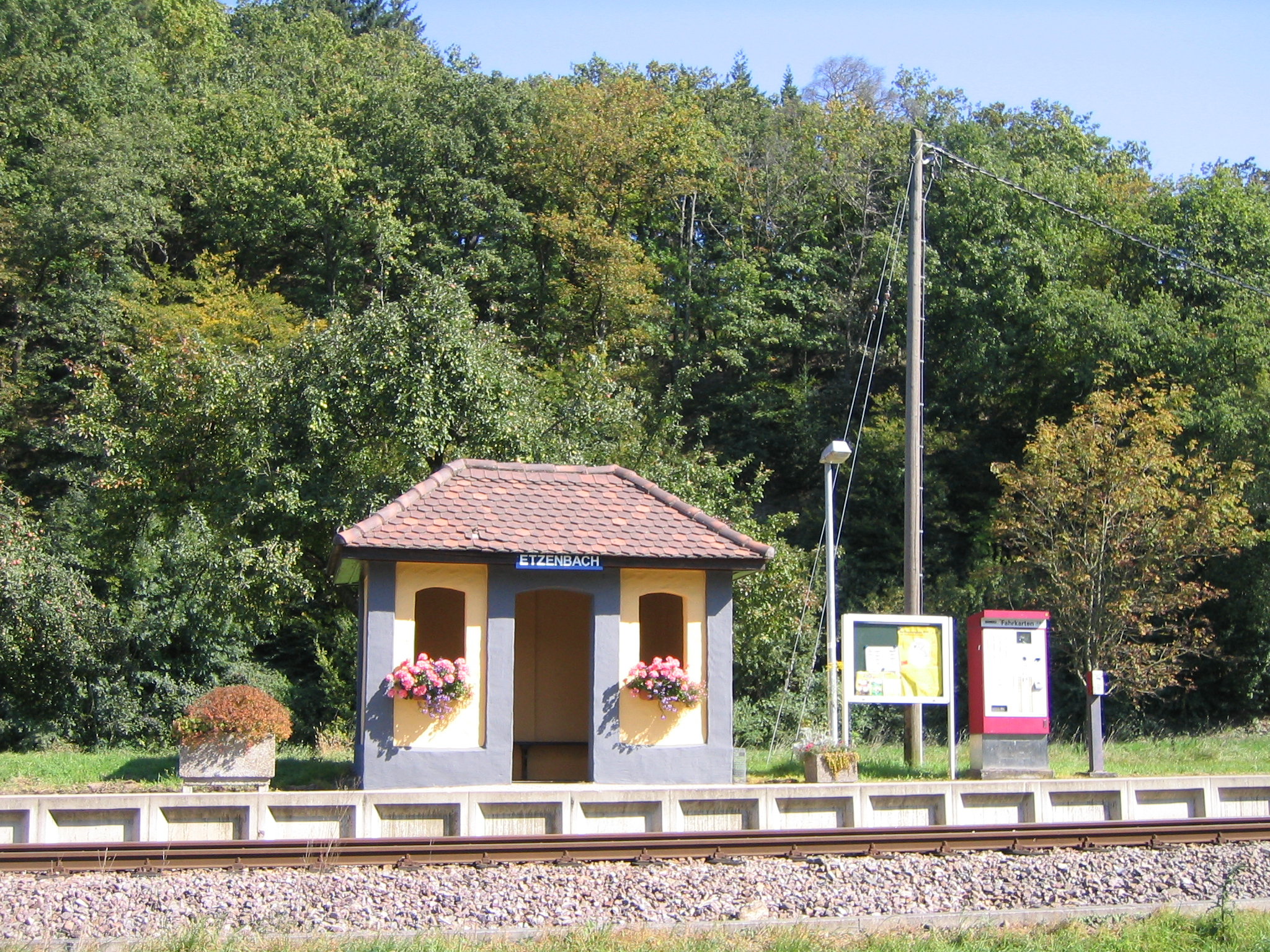
典型的な停車場。シュタウフェン＝イム＝ブライスガウのエッツェンバッハ (Etzenbach) 停車場。

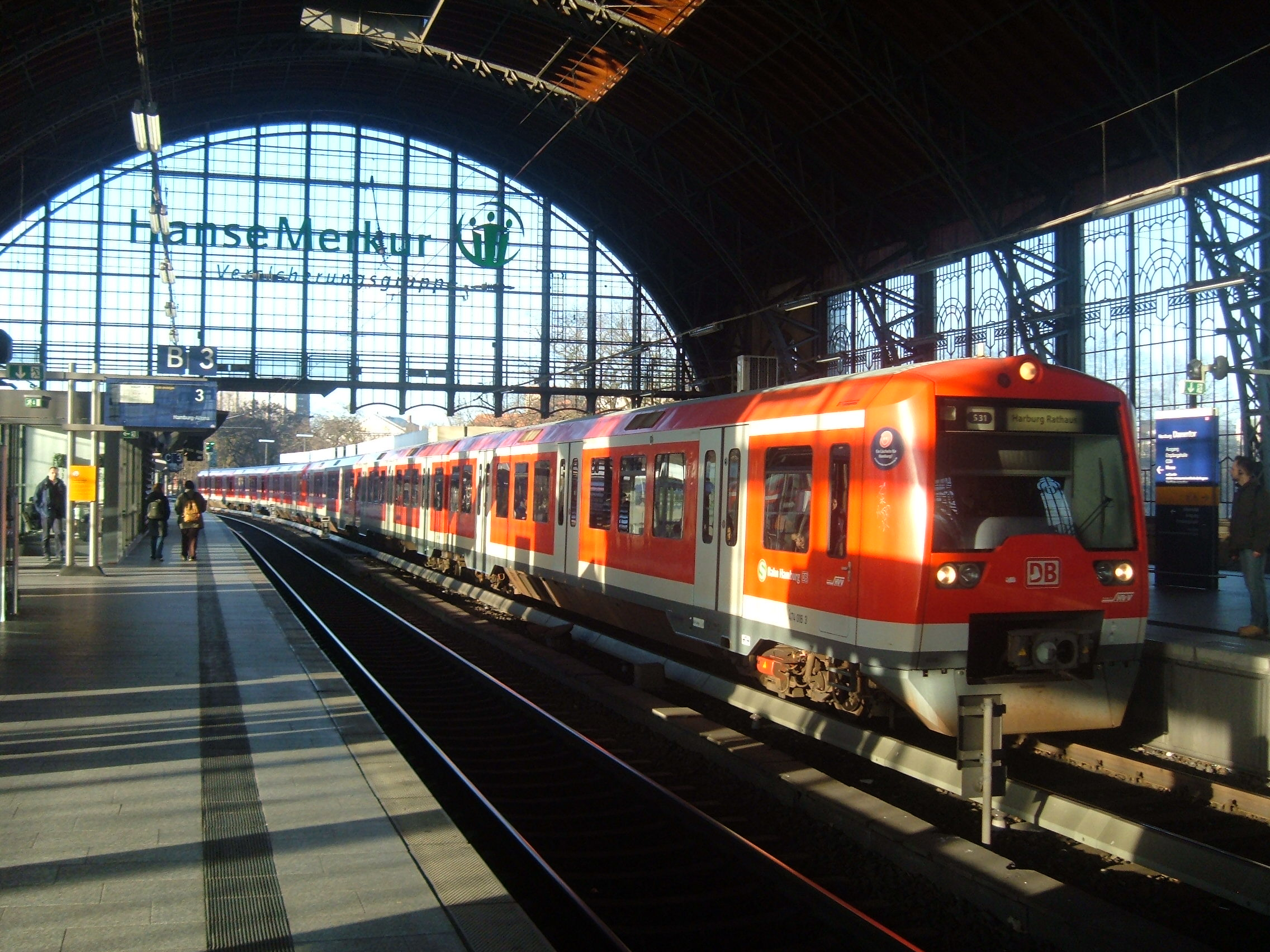
ハンブルク＝ダムトーア駅は、かつては（通常の）鉄道駅 (Bahnhof) であったが、現在はハルテプンクトとして扱われ、ドイツで最も規模の大きいハルテプンクトとされている。

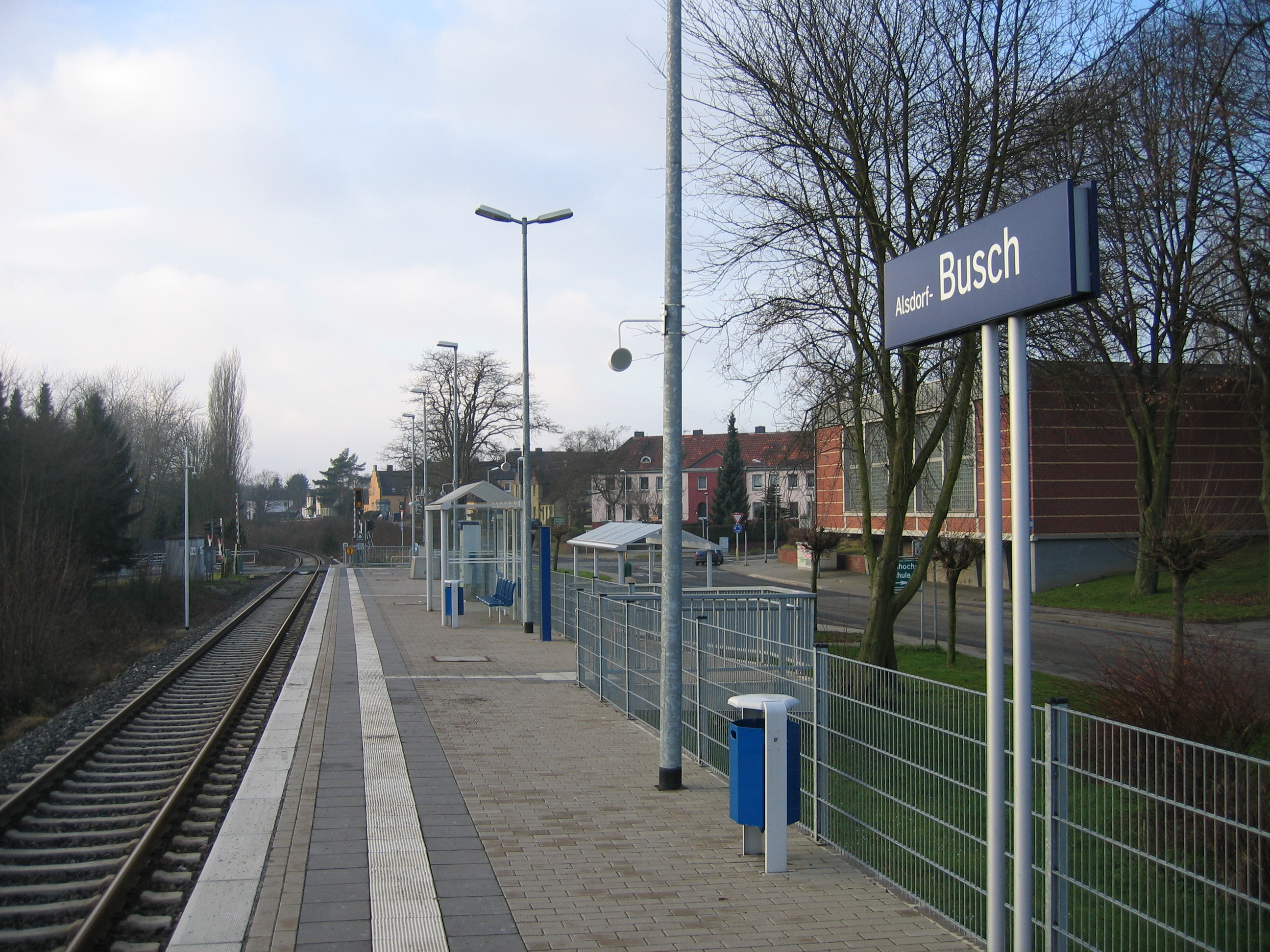
新設されたハルテプンクトには、基本的な施設しか設けられていない。ストルベルク - ヘルツォゲンラート線のアルスドルフ＝ブッシュ (Alsdorf-Busch) 停車場。

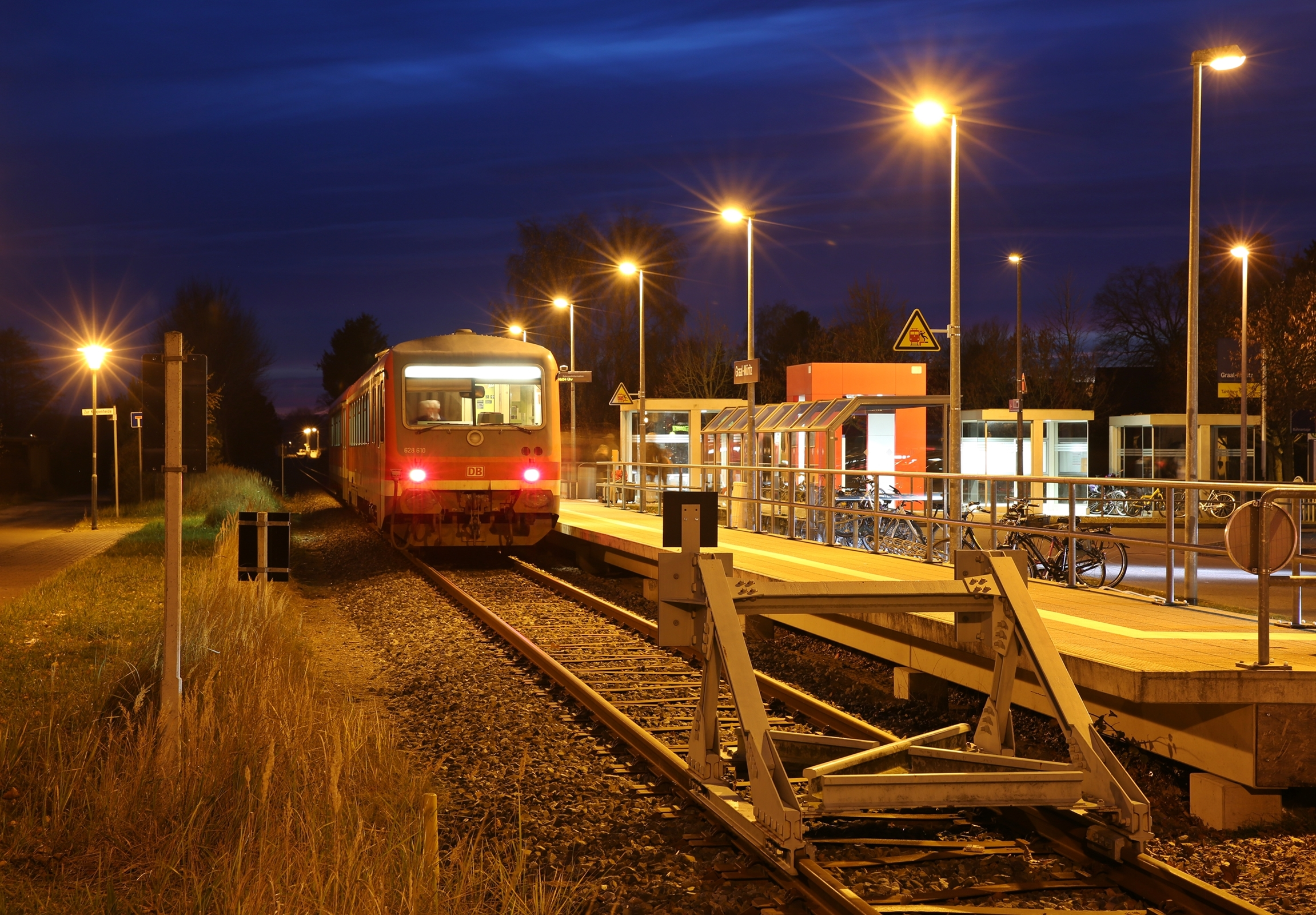
終点となっているハルテプンクト。レーファーシャーゲン - グラール＝ミューリッツ線のグラール＝ミューリッツ (Graal-Müritz) 停車場。

ハルテプンクト（ドイツ語: Haltepunkt、略記：Hp）は、ドイツにおける鉄道用語で、旅客の乗降が可能な鉄道施設（広義の鉄道駅）のひとつである。
通常の鉄道駅とは異なり、ハルテプンクトには分岐器がないことが多い。例外的に、局地的な分岐線との分岐器が設けられていることもある。運用上の駅とのおもな違いは、列車はハルテプンクトに停車し、旅客は乗降はできるが、車両の入れ替えや、待避はできない、といったところにある。
厳密な定義は、全国的な法規制や運行規則において規定されるが、通常は乗降可能な場所として相対的に重要ではない部類とされ、しばしば乗降できるだけの貧弱な施設しか設けられていない。
日本語でのハルテプンクトの訳語としては、「停車場（ていしゃじょう）」、「停留所」、「簡易駅」などがある。

## 鉄道設置運営規則 (EBO) における規定
鉄道設置運営規則 (Eisenbahn-Bau- und Betriebsordnung, EBO) § 4 は次のように定めている。
Haltepunkt
„Haltepunkte sind Bahnanlagen ohne Weichen, wo Züge planmäßig halten, beginnen oder enden dürfen.“ (§ 4 Abs. 8)
（ハルテプンクトは分岐器を伴わない鉄道施設であり、列車はそこに停車したり、発着地とすることができる。）
Haltestelle
„Haltestellen sind Abzweigstellen oder Anschlußstellen, die mit einem Haltepunkt örtlich verbunden sind.“ (§ 4 Abs. 9)
（ハルテシュテーレは、支線ないし引き込み線が、ハルテプンクトで繋がれているものである。）
ドイツ語圏であるオーストリア、スイスの一部、またイタリアのボルツァーノ自治県（南チロル）では、同様の施設をハルテシュテーレと称するのが一般的である。

## 施設の運用

ドイツのハルテプンクト接近標識

ハルテプンクトには、旅客のためのアクセス点の機能しかなく、列車の乗降しかできない。列車はそこに停車でき、また時には折り返すこともあるが、駅とは異なり、追越や交換（行違）はできない。
こうしたハルテプンクトには、構外線路の各軌道に応じて1本以上のプラットホームがあり、施設への出入口が設けられている。一部では、プラットホームを設けず、舗装もされていない乗降の場所があるだけということもある。
今ではハルテプンクトとなっている施設も、その多くは、かつて待避線や側線を備えていたが、後に利用されなくなり、廃止された。典型的な事例は、ハンブルク＝ダムトーア駅やゲヴェルスブルク中央駅で、いずれも今では単なるハルテプンクトとなっている。
中には、ミュールハイム（ルール）中央駅のように、1か所分岐器があるだけでハルテプンクトではないという扱いになっている駅もある。
また、支線の終点で、列車の向きを変えるための施設もなく単線が行き止まりになっており、引き返すことしかできないというハルテプンクトも多く、ワギング駅やオーバーアマガウ駅もその例である。
ハルテプンクトには、鉄道信号機は設けられていないのが普通である。現地の状況によりハルテプンクトの存在がはっきりと見えにくい場合には、ハルテプンクト接近標識 (ドイツの鉄道標識第6号) が、ブレーキをかけるべき距離に設置される。しかし、プラットホームが遠方信号機と主信号機（de:Hauptsignal） - 通常は閉塞信号機（de:Blocksignal） - の間に位置しているような場合、停車後も主信号機の現示を確認するため、プラットホームの先端に設置された遠方中継信号機が主信号機の信号現示を反復する。ハルテシュテーレの場合、分岐器に付随する信号機は、ハルテプンクトの近傍に設けられることがある。

## べダルフスハルト（リクエスト・ストップ）
ハルテプンクトの一形態に、べダルフスハルト (Bedarfshalt）、べダルフスハルテプンクト（Bedarfshaltepunkt）などとと称されるリクエスト・ストップがある。旅客が実際にそこでの乗降の意向を示したときしか、列車は停止しない。列車内には降車希望を伝える押しボタンがあり、こうしたハルテプンクトで降車しようとする者は、十分に時間の余裕をもって告知をしなければならない。
しかし、多くの路線において、ハルテプンクトのプラットホームには特別な信号施設は設けられていない。このため乗車を希望する旅客は、近づいてくる列車に対して自分たちの存在に気づいてもらう必要がある。
小規模であっても駅員がいる駅では、列車に乗車したい旅客は駅員にその意思を告げる必要があり、降車を希望する旅客は車掌ないし運転士に少なくとも一駅前の段階で自身の意向を告げておかなければならない。